# Corneille Antoine Jean Abraham Oudemans

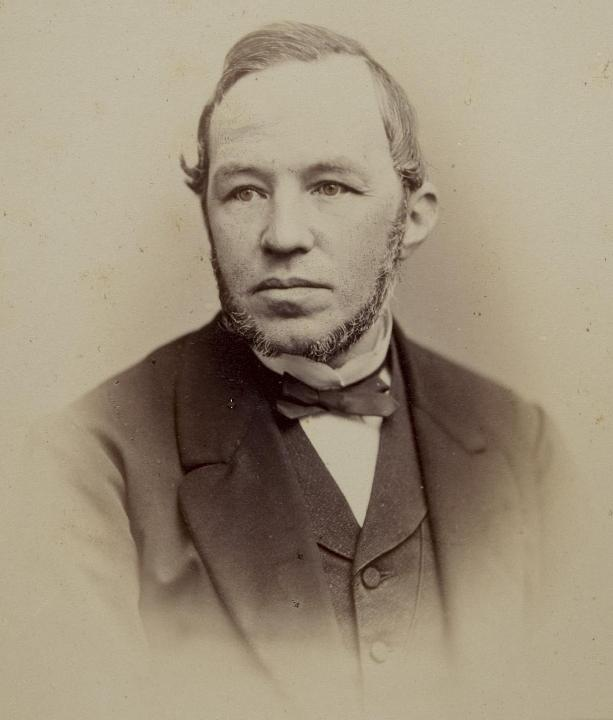
C. A. J. A. Oudemans um 1869

Corneille Antoine Jean Abraham Oudemans, auch Cornelis Antoon Jan Abraham Oudemans (* 7. Dezember 1825 in Amsterdam; † 29. August 1906 in Arnheim) war ein niederländischer Botaniker, Mykologe und Arzt. Sein offizielles botanisches Autorenkürzel lautet „Oudem.“   

## Ausbildung und Beruf
Oudemans wurde als Sohn des Dichters, Lehrers und Philologen Anthonie Oudemans Senior geboren; sein jüngerer Bruder war der Astronom Jean Abraham Chrétien Oudemans.
Einer seiner Neffen war der Zoologe Anthonie Cornelis Oudemans, dessen aktueller Autorenname „Oudemans“ und dessen damaliges Autorenkürzel „Oudms.“ lautet.
Er studierte Medizin an der Universität Leiden und wurde Professor der Medizin und der Botanik am damaligen Athenäum in Amsterdam, 1877 Professor an der Universität und Direktor des Botanischen Gartens. 1896 trat er in den Ruhestand. Im Jahr 1857 wurde er zum Mitglied der Leopoldina gewählt. Seit 1858 war er Mitglied der Königlich Niederländischen Akademie der Wissenschaften.

## Ehrungen
Nach ihm ist die Pflanzengattung Oudemansia Miq. aus der Familie der Malvengewächse (Malvaceae) und die Pilzgattung Oudemansiella Speg. benannt.

## Werke
- Aanteekeningen op de Pharmacopoea Neerlandica (1854–56)
- Leerboek der Plantenkunde (1866–1870)
- Lehrbuch der Pharmakognosie des Tier- u. Pflanzenreichs (1865, 2. Aufl. 1880)
- De Flora van Nederland (1859–1862, 2. Aufl. 1872–1874, 3 Teile)
- Neerlands Plantentuin (1865–1867)
- Observations sur la structure microscopique des écorces de Quinquina (1871)
- Matériaux pour la flore mycologique de la Néerlande (1867–1890)
- Herbarium van Nederlandsche planten
- Fungi Neerlandici exsiccati
- Enumeratio systematica Fungorum (1919–1925 postum herausgegeben von J. W. Moll)

Auch gab er das Nederlandsch kruidkundig Archief und die Archives Néerlandaises heraus.